# Olaf Kaltmeier
Olaf Kaltmeier (* 1970) ist ein deutscher Historiker.

## Leben
Von 1991 bis 1997 studierte er Sozialwissenschaften, Soziologie, Ethnologie und Geographie an der Universität Münster und der Ruhr-Universität Bochum. Nach der
Promotion 2004 (Dr. phil.) in Soziologie und Geographie in Münster ist er seit August 2014 Professor für allgemeine Geschichte mit besonderer Berücksichtigung der iberoamerikanischen Geschichte an der Universität Bielefeld.
Seine Forschungsschwerpunkte sind soziale Bewegungen in Lateinamerika, Ethnizität im historischen Wandel, Macht / Herrschaft / Globalisierung und Entwicklungssoziologie.

## Schriften (Auswahl)
- Im Widerstreit der Ordnungen. Kulturelle Identität, Subsistenz und Ökologie in Bolivien. Wiesbaden 1999, ISBN 3-8244-4346-5.
- Marichiweu! – zehnmal werden wir siegen! Eine Rekonstruktion der aktuellen Mapuche-Bewegung in Chile aus der Dialektik von Herrschaft und Widerstand seit der Conquista. Münster 2004, ISBN 3-9809421-0-4.
- Politische Räume jenseits von Staat und Nation. Göttingen 2012, ISBN 978-3-8353-1151-0.
- Konjunkturen der (De-)Kolonialisierung. Indigene Gemeinschaften, Hacienda und Staat in den ecuadorianischen Anden von der Kolonialzeit bis heute. Bielefeld 2016, ISBN 3-8376-3370-5.